# Leptapoderus nigroapicatus
Leptapoderus nigroapicatus es una especie de coleóptero de la familia Attelabidae.

## Distribución geográfica
Habita en la China y la India.